# اسلام سلیمانی
اسلام سلیمانی (زاده ۱۸ ژوئن ۱۹۸۸) بازیکن فوتبال اهل الجزایر است که به عنوان مهاجم بازی می‌کند.

## جام‌جهانی ۲۰۱۴
سلیمانی در در دیدار تیم‌های الجزایر - کره جنوبی به عنوان بهترین بازیکن تیم الجزایر در این دیدار انتخاب شد.
وی همچنین پس از به ثمر رساندن گل صعود الجزایر به دیدار مرحله یک‌هشتم نهایی جام جهانی ۲۰۱۴ برزیل از طرف کمیته برگزارکننده رقابتها به عنوان برترین بازیکن دیدار تیم‌های الجزایر - روسیه انتخاب شد.